# دوسا ماكدوف
دوسا ماكدوف (بالإنجليزية: Dusa McDuff)‏ (18 أكتوبر 1945 في لندن) هي رياضياتية بريطانية تعمل على الهندسة التماسكية. هي أول الحاصلين على جائزة روث ليتل ساتر في الرياضيات. هي زميل في الجمعية الملكية وزميل الجمعية الملكية لإدنبرة وهي زميل الجمعية الأمريكية للرياضيات، وحاصلة على جائزة بيرويك.